# Doris Nagel
Doris Nagel ist eine österreichische Paläontologin.

## Leben
Nagel erhielt 1990 ihr Diplom an der Universität Wien über die Evolution der Wühlmäuse im unteren Pleistozän von Österreich und wurde 1996 promoviert mit einer Dissertation über pleistozäne Katzen aus einer Höhle in Griechenland. Sie ist seit 1988 Wissenschaftlerin am Institut für Paläontologie der Universität Wien, seit 1992 Assistenz-Professor, habilitierte sich 2001 (Tertiäre Säugetiere) und ist seit 2001 Universitäts-Professor. Sie war 2009 bis 2010 Vorstand des Instituts für Paläontologie und ab 2011 stellvertretender Vorstand.
Sie befasst sich mit Phylogeographie von Säugetieren besonders im Pleistozän und Pliozän und hier speziell Raubtieren. Sie führte Ausgrabungen und Untersuchungen der Wirbeltier-Fauna des Quartär in Höhlen in Österreich, Deutschland, Slowenien, Griechenland, der Ukraine, zum Beispiel Höhlenlöwen, Höhlenhyänen und Höhlenbären sowie verschiedenen Nagern. Dabei benutzt sie auch DNA-Analysen.
1988 bis 1990 und 1996 bis 1998 war sie Schriftführerin der Österreichischen Paläontologischen Gesellschaft und 2002 bis 2004 deren Präsident. Sie ist Vizepräsident der Paläontologischen Gesellschaft.
1997 erhielt sie den Othenio-Abel-Preis der Österreichischen Akademie der Wissenschaften für die Paläobiologie pleistozäner Katzen (Feliden). Sie ist Herausgeberin der Beiträge zur Paläontologie.
Sie ist verheiratet und hat eine Tochter.

## Schriften
- mit Gernot Rabeder, Martina Pacher: Der Höhlenbär. Thorbecke Verlag, 2000.
- mit Gernot Rabeder: Fossile Tierreste aus niederösterreichischen Höhlen. Niederösterreichisches Landesmuseum, 1997.
- Die Rabenmauerhöhle, eine fossileführende Bärenhöhle im Reichraminger Hintergebirge. In: Jahrbuch des Oberösterreichischen Musealvereines. Band 139a, 1994, 111–125 (zobodat.at [PDF]).
- mit Gernot Rabeder (Hrsg.): Das Nixloch bei Losenstein-Ternberg (= Mitteilungen der Kommission für Quartärforschung der Österreichischen Akademie der Wissenschaften. Band 1992). Wien 1992, ISBN 978-3-7001-1982-1, 225 Seiten.
- mit Thomas Hofmann, Ilse Draxler, Reinhard Roetzel, Exkursionen im Tertiär Österreichs : Molassezone, Waschbergzone, Korneuburger Becken, Wiener Becken, Eisenstädter Becken. Österreichische Paläontologische Gesellschaft, 1991.
- mit Gernot Rabeder: Exkursionen im Pliozän und Pleistozän Österreichs: die Lösse und Höhlen des Wald- und Weinviertels, die kalkalpinen Höhlen. Österreichische Paläontologische Gesellschaft, 1991.
- mit Karl Günther Kunst, Gernot Rabeder: Erste Grabungsergebnisse vom Nixolch bei Losenstein-Ternberg. In: Jahrbuch des Oberösterreichischen Musealvereines. Jahrgang 134, 1989, S. 199–212 (zobodat.at [PDF]).